# (19917) Dazaifu
(19917) Dazaifu, désignation provisoire (19917) 1977 EE8, est un objet de la ceinture principale extérieure découvert en 1977.

## Description
(19917) Dazaifu a été découvert le 12 mars 1977 à l'observatoire de Kiso, un observatoire astronomique situé sur le mont Ontake au Japon, par Hiroki Kosai et Kiichiro Hurukawa.

### Caractéristiques orbitales
L'orbite de cet astéroïde est caractérisée par un demi-grand axe de 3,39 UA, un périhélie de 3,23 UA, une excentricité de 0,05 et une inclinaison de 1,86° par rapport à l'écliptique. Du fait de ces caractéristiques, à savoir un demi-grand axe entre 3,2 et 4,6 UA, il est classé, selon la JPL Small-Body Database, comme objet de la ceinture principale extérieure.

### Caractéristiques physiques
(19917) Dazaifu a une magnitude absolue (H) de 13,3 et un albédo estimé à 0,098.